# هبر أول
هبر أول (بالصومالية: Habar Awal)‏, الاسم الكامل: عبد الرحمن بن الشيخ إسحاق بن أحمد; معروف أيضًا باسم (Subeer Awal) أو زبير أول هي عشيرة صومالية من قبيلة إسحاق، وتنقسم إلى عدة عشائر فرعية، أكبرها وأبرزها عشيرتا سعد موسى وعيسى موسى. يشكل أعضاؤها جزءًا من تحالف هبر مجادله. أفراد هبر أول يكونون عادة من الرعاة الرحل وسكان السواحل والتجار والمزارعين. يُنظر إليهم تاريخياً على أنهم عشيرة ثرية بالنسبة إلى العشائر الصومالية الأخرى. تتمتع عشيرة هبر أول بنفوذ سياسي واقتصادي في أرض الصومال، ويقيمون في الأراضي الساحلية الخصبة والإستراتيجية.

## توزيع
تشكل عشيرة هبر أول أغلبية في منطقة مارودي جيح التي تعتبر المنطقة الأكثر اكتظاظًا بالسكان في أرض الصومال، وتشكل أغلبية في العاصمة هرجيسا بالإضافة إلى أنها تسيطر حصريًا على البلدات والمستوطنات الزراعية في جابيلي، وجالي، عربسيو، وكلابايد. ينتشر هبر أول أيضًا في منطقة الساحل، وبشكل أساسي في مدينة بربرة حيث الميناء الرئيسي، ومدينة شيخ التاريخية وكذلك دعربُدُق. كما تسكن العشيرة جزئيًا الجزء الشمالي من مدينة بورعو مركز منطقة توغدير. كما يسكنون جزئيًا منطقة أودال، وتحديداً في شرق لُغهايا. خارج أرض الصومال، يمتلك هبر أوال أيضًا مستوطنات كبيرة في المنطقة الصومالية بإثيوبيا، وتحديداً في منطقة فافان حيث يشكلون الأغلبية في بلدات حرشين، وهارته شيخ على التوالي، وواجالي (الجانب الإثيوبي). وأيضاً جيجيجا في منطقة فافان. كما أن لديهم أيضًا مستوطنة كبيرة في كينيا حيث يُعرفون بكونهم شريحة مكونة من مجتمع الإسحاقية. أخيرًا، لديهم وجود كبير في جيبوتي أيضًا، حيث يشكلون نسبة كبيرة من السكان الصوماليين فيها. حيث استقروا تاريخيًا في المربع 3، وهو واحد من 7 مناطق رئيسية في جيبوتي العاصمة.

## التاريخ

### الأصل

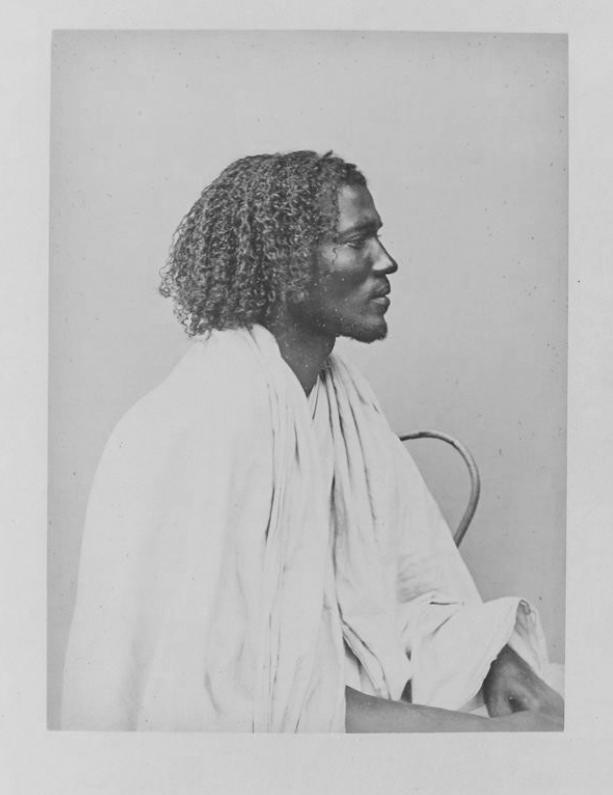
ورسمه يونس من سعد موسى زبير أوال، تصوير رولان بونابرت ، 1890

كان الشيخ إسحاق بن أحمد من العلماء العرب الذين عبروا البحر من الجزيرة العربية إلى القرن الأفريقي لنشر الإسلام في القرنين الثاني عشر والثالث عشر. ويقال أنه من نسل فاطمة بنت النبي محمد. ومن هنا كان الشيخ ينتمي إلى الأشراف أو السادة، وهي ألقاب تُمنح لأحفاد النبي. تزوج من امرأتين محليتين وأنجبتا له ثمانية أبناء، أحدهم عبد الرحمن (أول). أحفاد هؤلاء الأبناء الثمانية هم ما يعرف اليوم بقبيلة إسحاق.
يقع قبر زبير أول، جد عشيرة هبر أول، في جدالي في سناجعلى بعد حوالي 100 كم شرق ضريح جده الشيخ إسحاق بن أحمد، الأب المؤسس للقبيلة، أما والده عبد الرحمن (أول) فمدفون مع والده في الضريح الذي يقع في بلدة ميط الساحلية.

### فترة العصور الوسطى (غزو بلاد الحبشة)
تاريخياً، كانت هبر الأول جزءًا من سلطنة عدل وقد ورد ذكرهم في كتاب «فتوح الحبش» لمساهماتهم الرئيسية في الحرب العدلية- الحبشية، كجزء من هبر مجادلة جنبًا إلى جنب مع عشائر قرحجس وأرب وأيوب ضد الإمبراطورية الحبشية.

### فترة ما قبل الاستعمار
عرفت هبر أوال تاريخًا بالتجارة ويرجع ذلك إلى حد كبير إلى امتلاكهم لميناء بربرة، والذي كان الميناء الرئيسي ومستوطنة عشيرة هبر أول خلال الفترة الحديثة المبكرة. كانت للعشيرة روابط قوية بإمارة هرار، وكان لتجار هبر أول حضور بارز في اجتماعات الأمراء. أشار ريتشارد بيرتون في كتاباته إلى تأثيرهم في بلاط الأمير أحمد الثالث بن أبو بكر.

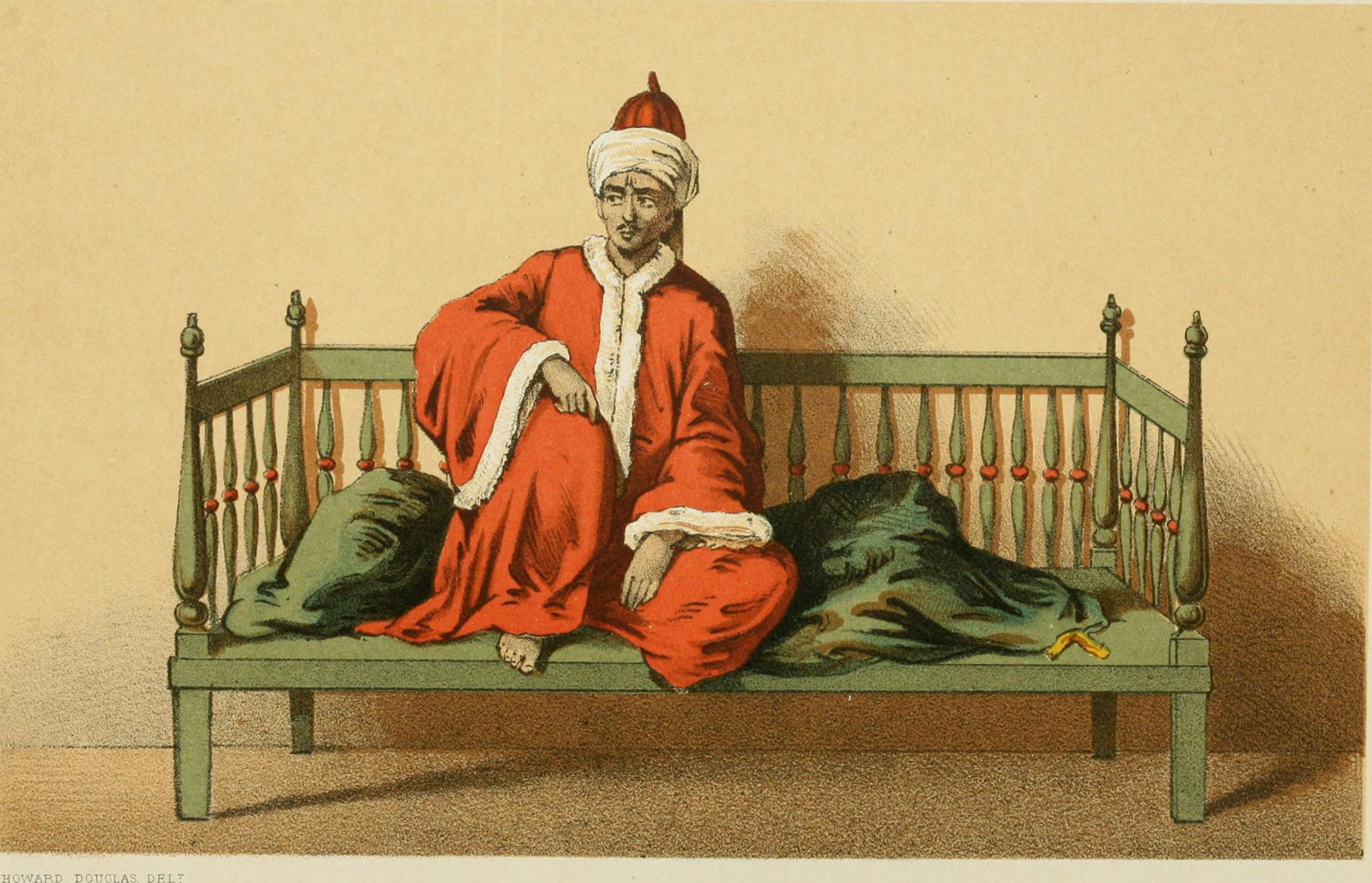
أحمد الثالث بن أبي بكر, أمير هرر وحليف لعشيرة هبر أول

هبر أول ككل شعب غني، ويرجع الفضل في ذلك بشكل أساسي إلى التجارة التي تمر عبر ميناء بربرة الذي يقع في أراضي سعد موسى.
وبهذه الطريقة، جمعت القبائل التي تستوطن الأراضي التي تمر عبرها القوافل أو الطرق التجارية الرئيسية قدرًا كبيرًا من الثروة، في حين أن أسر مثل عيال أحمد، الذين كانو محظوظين بما يكفي لامتلاك ميناء بربرة، سرعان ما أصبحوا أغنياء.

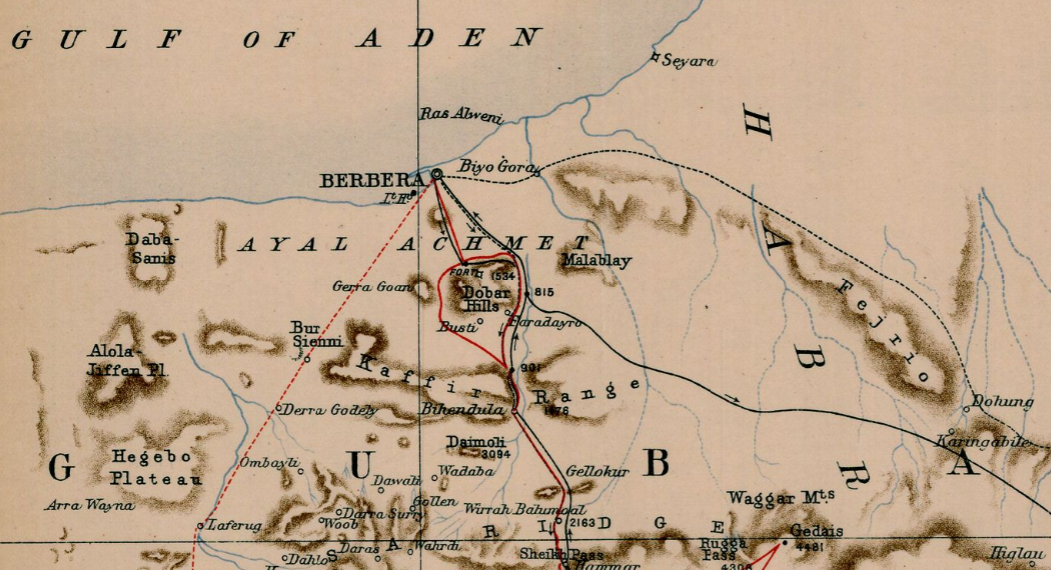
طرق التجارة المؤدية إلى بربرة يظهر "Ayal Achmet" إشارة إلى (أسرة أحمد نوح) في بربرة وحولها، وفي الشرق يظهر "Siyara" إشارة إلى موقع ضريح الشيخ إسحاق في بلدة ميط

كان لتجار هبر أول علاقات تجارية واسعة النطاق مع التجار العرب والهنود من شبه الجزيرة العربية وشبه القارة الهندية على التوالي. عندما وصل هؤلاء التجار الأجانب إلى بربرة وبلحار لممارسة التجارة، كان هناك ترتيب لتبادل المنافع على أساس نظام الحماية بينهم وبين أسر يونس نوح (عيال يونس) وأحمد نوح (عيال أحمد) من عشيرة سعد موسى المتفرعة من هبر أول:
قبل الاستيطان البريطاني في عدن عام 1839، كانت أسرتا عيال يونس وعيال أحمد من عشيرة هبر أول قد سيطرت على بربرة وأداروا تجارتها بشكل مشترك، وتقاسموا أرباح جميع المعاملات التجارية بصفتهم حماة التجار الأجانب من شبه الجزيرة العربية والهند. في ظل التطورات في عدن، ازداد ازدهار الميناء بشكل ملحوظ، طرد عيال يونس المهيمن عدديًا أقاربهم المنافسين وأعلنوا أنفسهم سادة تجاريين في بربرة. أدى ذلك إلى عداء سعى فيه كل جانب إلى الحصول على مساعدة خارجية؛ عيال أحمد المهزوم طلبوا الدعم من الحاج شرماركه علي ورجال عشيرته من هبر يونس. وبهذا الدعم تمكنوا من إعادة ترسيخ أنفسهم وطرد عيال يونس الذين انتقلوا إلى المرسى الطبيعي في بلحار، على بعد بضعة أميال إلى الغرب من بربرة.

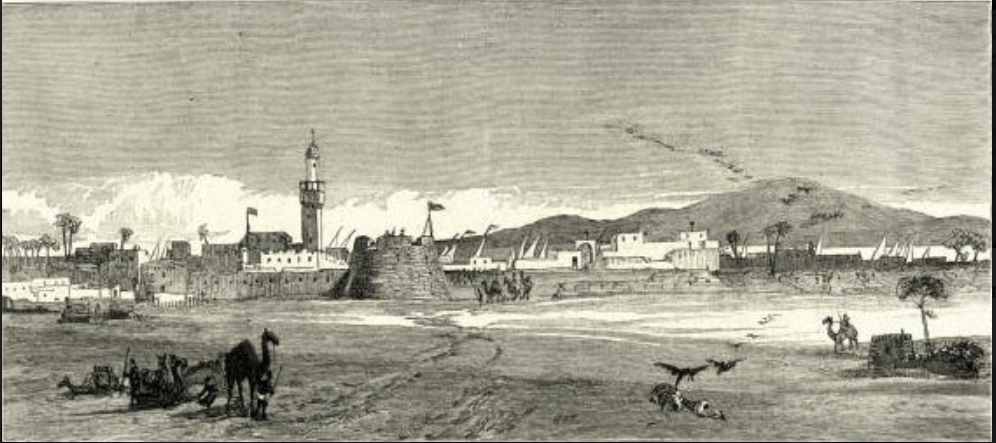
رسم توضيحي لبربرة ، 1884

لم يقتصر الأمر على استضافة هبر الأول للتجار الأجانب في موانئهم فحسب، بل قاموا أيضًا بإجراء بعثات تجارية على سفنهم الخاصة إلى الموانئ العربية. وينحدر غالبية التجار الصوماليين الذين يترددون على عدن وموانئ عربية جنوبية أخرى من عشيرة هبر أوال. حيث يقومون بشراء سلع ومواد خام مختلفة من هرر ومدن داخلية مقابل سلع أخرى. أثناء إقامتهم، كان تجار هبر أوال يقومون باستأجر منازلهم الخاصة وتوظيف العمال، في حين تميل العشائر الصومالية الأخرى إلى الإقامة مع أقاربهم المقيمين بالفعل عبر الخليج.

التجار. هم بشكل عام أعضاء من عشيرة هبر أول. يجلبون من بلاد هرر وغالا القهوة والزعفران والأنياب (العاج) والريش، ويأخذون بالمقابل الزنك والنحاس والقماش ومختلف البضائع. يبقون في عدن حوالي عشرين يومًا في كل مرة خلال موسم التجارة الذي يستمر حوالي تسعة أشهر، حيث يقومون بأربع رحلات. أثناء إقامتهم، يستأجرون منزلًا، ويرافقهم العمال.

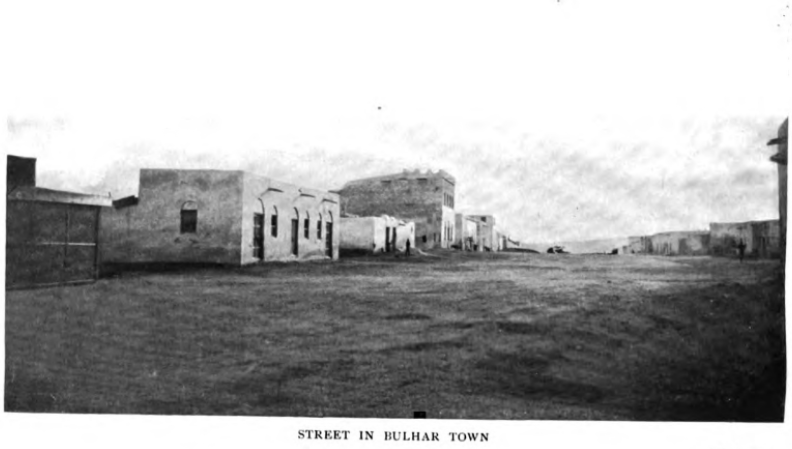
شارع في بلحار

في الداخل، كان مشهد قوافل التجارة التابعة لهبر أول متكررا وفقًا لأوروبيين معاصرين:
عند مغادرتنا هرجيسا، سافرنا لعدة أميال (...) التقينا كالعادة بقوافل تجارية يملكها رجال من هبر أول، وهم يحملون الجلود واللبان والسمن والقهوة إلى ميناء بلحار الواقع بين بربرة وزيلع.
كما أن الصوماليين من الداخل، وخاصة من أوجادين، كانوا يحصلون على معظم مواردهم من تجار هبر أول الذين أطلقوا عليهم اسم «إيدور» "IIDOOR"، وهو مصطلح ازدرائي بمعنى تاجر أو مبادل، في إشارة إلى الطبيعة التجارية لتجار هبر أول في ذلك الوقت. كان هبر أول المقيمين في الساحل (خاصة أسرة أحمد نوح) يعملون كسماسرة / وسطاء للعشائر الصومالية في الداخل الذين يرغبون في نقل بضائعهم إلى موانئ بربرة وبلحار:
جرت العادة على أن يعمل عيال أحمد كوسطاء (...)، حتى وقت قريب، لم يذهب أي من أوجادين إلى الساحل، لكنهم يوكلون شراء البضائع إلى تجار الساحل

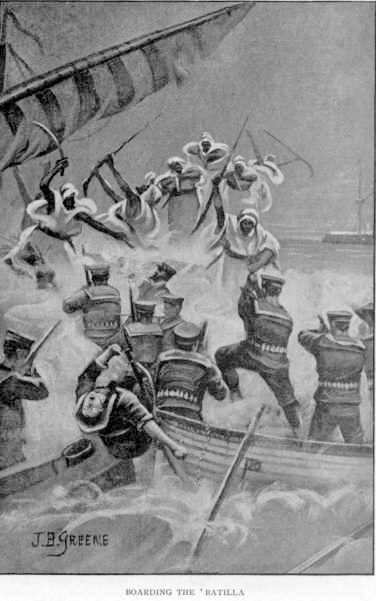
جنود صوماليون يواجهون البحرية البريطانية.

#### حصار بربرة
عندما حاولت سفينة بريطانية تُدعى ماري آن الرسو في ميناء بربرة عام 1825 تعرضت للهجوم وقتل العديد من أفراد الطاقم على يد أفراد من هبر أول. رداً على ذلك، فرضت البحرية الملكية حصاراً وروت بعض الروايات قصفًا للمدينة. في تلك الغترة كان القواسم نشيطين للغاية عسكريًا واقتصاديًا في خليج عدن حيث امتدت هجماتهم للسفن حتى أقصى الغرب في المخا على البحر الأحمر. كان لديهم العديد من العلاقات التجارية مع الصوماليين، وكات للسفن القادمة من رأس الخيمة والخليج العربي حضور منتظم في المعارض التجارية في بربرة وزيلع. نظرًا لقوة القواسم البحرية، كتب فارح جوليد السلطان العام لقبيلة إسحاق والحاج علي رسالة إلى سلطان بن صقر القاسمي يبلغه فيها بالوضع ويطلب منه الدعم في صراعهم ضد بريطانيا. ومع ذلك، لم يكن السلطان قادرًا على الاستجابة أو المساعدة في تخفيف الحصار لأن حملة البريطانيين على الخليج العربي عام 1819 أعاقت أسطوله. في عام 1827 بعد ذلك بعامين، قدم البريطانيون عرضًا لتخفيف الحصار الذي أوقف التجارة المربحة في بربرة مقابل اتفاقية تجارية و 15000 دولار إسباني يدفعها زعماء هبر أول تعويضا عن السفينة المدمرة والخسائر في الأرواح.

### فترة الحماية البريطانية
أصبحت عشيرة هبر أول ضمن الصومال البريطاني بعد توقيع معاهدة حماية مع الإمبراطورية البريطانية في 14 يوليو 1884. واستمرت هبر أول في إبرام اتفاقيات تجارية مربحة مع معارفهم الأجانب، الذين كان العديد منهم أيضًا تحت الحكم البريطاني في دولهم. أنشأ البريطانيون عاصمة محمية الصومال البريطاني في بربرة، لكنهم نقلوا العاصمة لاحقًا إلى هرجيسا في عام 1941.

### زعماء وسلاطين هبر أول
تمتلك عشيرة هبر أول تقاليد عريقة في القيادة ويقودها سلطان من فرع أحمد عبد الله (وهي عشيرة فرعية من سعد موسى تقطن أساسًا في إثيوبيا). تاريخيًا فضلت استخدام المصطلح الأصلي غراد Garaad مثل ورسانجلي، وقد غيرتا اسم اللقب إلى سلطان Suldaan على الرغم من أن الدور متطابق. كان غراد هبر أول يحشد الرجال في أوقات الحرب ويحل الخلافات الكبيرة مع العشائر الأخرى ويقوم بدور صانع السلام النهائي (nabadoon). تُوّج بون Boon الغراد الأول في وقت مماثل تقريبًا لتتويج ديرية عيناشا كأول سلاطين هبر يونس، حيث انفصلت كلتا العشيرتين الكبيرتين عن وصاية عيدجاله الذين كانوا القادة لسلطنة إسحاق. بعد وفاته، لم تتوج هبر الأول غرادًا جديدًا لعدة سنوات لأن ورثة بون كانوا صغارًا جدًا، مع تتويج عبد الله كغراد عندما بلغ سن الرشد. ذهب في حملة إلى الحدود الجنوبية لأراضي هبر أول لحماية العشيرة من أعدائها وصد الغارات. في إحدى الحوادث، تجنب بصعوبة هجومًا مفاجئًا من أحد عشائر الدارود حيث تجمع أفراد من أحمد عبد الله بسرعة وأجبروا المغيرين على الفرار.
|    | الاسم                                       | الحكم من | الحكم إلى |
| -- | ------------------------------------------- | -------- | --------- |
| 1  | غراد بون (الغراد الأول)                     |          |           |
| 2  | غراد عبدالله غراد بون                       |          |           |
| 3  | غراد عسكر غراد عبدالله                      |          |           |
| 4  | غراد ديريه غراد عبدالله                     |          |           |
| 5  | سلطان عبدالرحمن غراد ديريه (اتخذ لقب سلطان) |          |           |
| 6  | سلطان عبدالله سلطان عبد الرحمن              |          | 1988      |
| 7  | سلطان عبدالرزاق سلطان عبدالله               | 1988     |           |
| 8  | سلطان سحرديد سلطان عبد الرحمن (وكالة)       | 1988     | 1996      |
| 9  | سلطان محمد سلطان عبد الرحمن (وكالة)         | 1996     | 2009      |
| 10 | سلطان حسن سلطان عبدالله (وكالة)             |          |           |

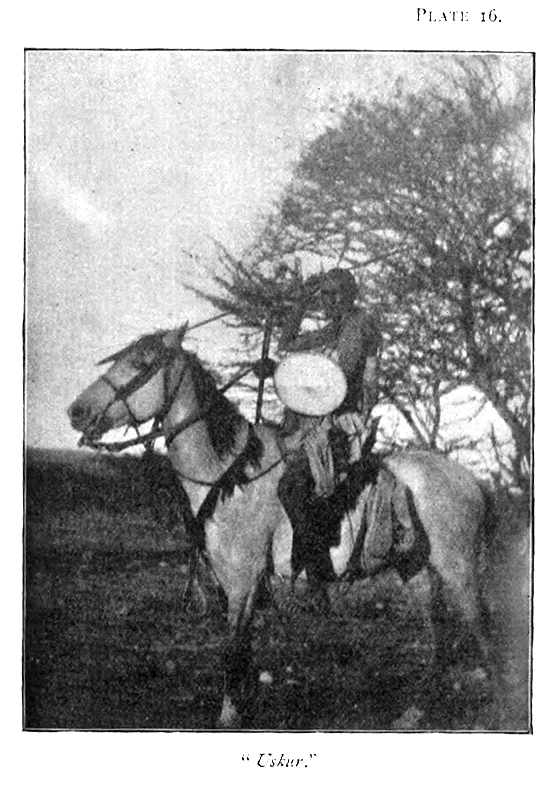
غراد عسكر، التقطت 1895

خدم غراد عبد الله لعدة عقود واجتمع بمسؤولين بريطانيين مسافرون بالقرب من الحد الجنوبي للمحمية في عام 1894 فيما يتعلق بالحملات التوسعية التي يقودها الجنرال راس ماكونين نيابة عن مينليك الثاني. كان غراد عبد الله، إلى جانب العديد من القادة الآخرين في الصومال البريطاني مثل السلطان ديريه حسن والشيخ مدار، قلقين من غارة مدمرة من قبل القوات الحبشية استهدفت بلدة هرجيسا وضواحيها. بعد ذلك بعامين فقط تواصل ماكونن بالغراد طالبًا منه انضمام هبر أول إلى الإمبراطورية الإثيوبية ولكن تم رفضه.
طلب سلطان عشيرة هبر يونس من غراد عبد الله عندما واجهوا الجفاف، الوصول إلى آبار في مناطق نفوذ هبر أول للحصول على المياه. وافق عبد الله على الطلب، لكن بعض أفراد عشيرته رأوا قراره انحيازا لهبر يونس على حساب أسرابهم. وكان من بين هؤلاء الأشخاص ابنه عسكر البالغ من العمر 15 عامًا. عندما وصل بعض أفراد هبر يونس إلى الماء، تدخل عسكر ومنعوهم من الوصول. تم توبيخه على فعلته وقيل له أن يتنحى ويطيع رغبات والده. عسكر الغاضب طعن الرجل الذي وبخه وكادت الحرب أن تنشب لهذا السبب.
ألقى شاعر من هبر أول شعراً دعى فيها لنبذ القتال والوقوف صفاً واحداً في مواجهة الظروف الصعبة تحرك الطرفان بكلماته وتوسطوا في الخلاف بينهما. زوّج غراد عبد الله إحدى بناته للشاعر كمكافأة على جهوده. بعد وفاة عبد الله، خلفه ابنه الأكبر عسكر زعامة العشيرة. كان عسكر فارسًا ماهرًا وقاتل في مناطق عشيرة الجنوبية ضد الدراويش الذين بدأوا في مداهمة هبر أول وعشائر أخرى في المنطقة. بعد وفاة عسكر تولى الزعامة شقيقه الأصغر ديريه. وعلى عكس شقيقه ووالده أكثر تركيزًا غي الشؤون الداخلية للعشيرة حيث بدأت فترة سلام نسبي بعد هزيمة الدراويش، مما قلل من الحاجة للقتال.

مع وفاة ديريه، توّج ابنه عبد الرحمن وكان أول زعيم من هبر أول يتخذ لقب «سلطان» بدلاً من غراد. كان عبد الرحمن يشبه والده كثيرًا، إلا أنه كان أكثر نشاطًا في شؤون المحمية. عندما حاول أفراد من عشيرة عيدجاله الإغارة على عيسى موسى، انضم ابن سلطان هبر يونس إلى الغارة وعندما تمت ملاحقة المغيرين قُتل. التقى سلطان هبر يونس مع عبد الرحمن لحل الخلاف وأراد منه إجبار عيسى موسى على دفع الدية لقتلهم ابنه. وفقًا للأعراف الصومالية التقليدية حير ، لا يتم دفع الدية في حالات الدفاع عن النفس. فرفض عيسى موسى القرار وضربوا دروعهم تعبيرا عن غضبهم من حكم السلطان عبد الرحمن.

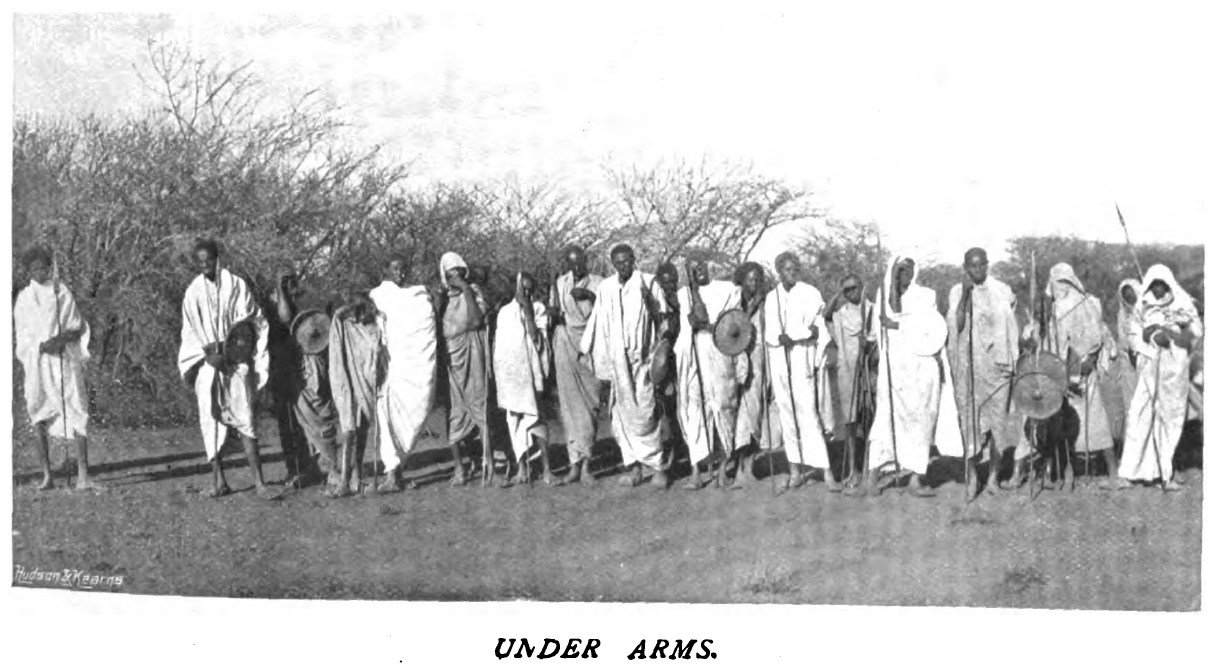
محاربون من عشيرة هبر أول

بعد هذه الحادثة توّجت عيسى موسى أول سلطان لها، السلطان علي كوشين في عام 1949 . مستقلين عن إخوانهم من سعد موسى، ومع ذلك ظل عبد الرحمن سلطاناً عاماً للعشيرة.
في عام 1955، كان السلطان عبد الرحمن ديريه أحد أعضاء في وفد من السياسيين والسلاطين إلى لندن، المملكة المتحدة. كان هدفهم هو تقديم التماس والضغط على الحكومة البريطانية لإعادة أراضي المعاهدة المفقودة المعروفة باسم «هود والمنطقة المحايدة» التي تم التنازل عنها للإمبراطورية الإثيوبية خلال المعاهدة الأنجلو الإثيوبية لعام 1954.
.

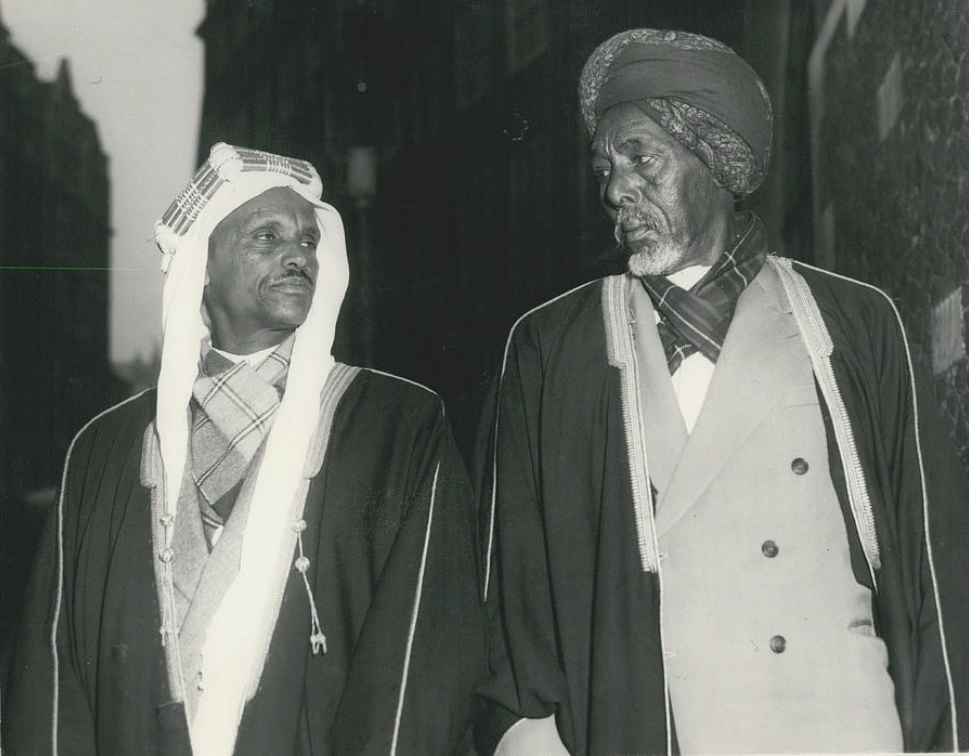
السلاطين عبدالرحمن ديريه وعبدالله ديريه غي لندن، 1955

في كتابهالسياسات الإمبريالية والقومية في إنهاء استعمار أرض الصومال، 1954-1960, كتب المؤرخ جامع محمد:
قامت الجبهة الوطنية المتحدة (NUF) بحملة من أجل عودة الأراضي في كل من أرض الصومال وخارجها. في مارس 1955، على سبيل المثال، ذهب وفد مؤلف من مايكل ماريانو وأبوكر الحاج فارح وعبدي طاهر إلى مقديشو لكسب دعم وتعاون الجماعات القومية في الصومال. وفي فبراير ومايو 1955 قام وفد آخر مكون من سلاطين تقليديين (السلطان عبد الله ديريه، والسلطان عبد الرحمن ديريه) واثنين من السياسيين المعتدلين المتعلمين في الغرب (مايكل ماريانو وعبد الرحمن علي محمد دُبه) بزيارة لندن ونيويورك. خلال جولتهم في لندن، التقوا رسميًا وناقشوا القضية مع وزير الدولة لشؤون المستعمرات، آلان لينوكس بويد. أخبروا لينوكس بويد عن المعاهدات الأنجلو-صومالية لعام 1885. صرح مايكل ماريانو، بموجب الاتفاقيات، أن الحكومة البريطانية "تعهدت بعدم التنازل أو البيع أو الرهن أو التنازل عن أي جزء من الأراضي التي تسكنها أو تحت سيطرتها، باستثناء الحكومة البريطانية". لكن الشعب الصومالي الآن "سمع أن أرضه كانت تُمنح لإثيوبيا بموجب المعاهدة الأنجلو-إثيوبية لعام 1897". ومع ذلك، كانت تلك المعاهدة "تتعارض" مع المعاهدات الأنجلو-صومالية "التي كانت لها الأسبقية" على المعاهدة الأنجلو-إثيوبية لعام 1897 [.] كانت الحكومة البريطانية "قد تجاوزت سلطاتها عندما أبرمت معاهدة عام 1897 و .. . لم تكن معاهدة 1897 ملزمة للقبائل. وأضاف سلطان عبد الله أن اتفاقية عام 1954 كانت بمثابة "صدمة كبيرة للشعب الصومالي" حيث لم يتم إخبارهم بالمفاوضات، ولأن الحكومة البريطانية كانت تدير المنطقة منذ عام 1941. طلب المندوبون، على حد تعبير السلطان عبد الرحمن. تأجيل تنفيذ الاتفاق "لمنح الوفد الوقت لطرح قضيته" في البرلمان والمنظمات الدولية.
عشيرة آل زبير بن عبد الرحمن الأول هي واحدة من أكبر أجنم قبيلة إسحاق، وبعض أهم فخوذها سعد بن موسى بن زبير وعيسى بن موسى بن زبير، وتتمركز فخوذ عشيرة آل زبير بن عبد الرحمن الأول في المنطقة ما بين مدينتي هرجيسة وبربرة، وفي المراعي غربي وجنوبي غربي مدينة برعو شرقا، وكل محافظة (ساحل) وجبل (الشيخ)و بوادي محافظة اودل غربا، ولهم امتدادات كبيرة داخل الأراضي الإثيوبية جنوبا وغربا في إقليم (هود أو الحوض) حتى قريبا من مدينة (جغجغا)، وإحدى كبرى بلداتهم (حرشن), كما ينتشرون في جيبوتي.

## الجغرافية التفصيلية

### أهم مدن التي يسكنها أبناء عشيرة آل زبير بن عبد الرحمن الأول
نتنانا
مدينة بربرة
تقع على خليج عدن، من أهم موانئ الصومال قاطبة، وهي حاضرة بين إسحاق الأولى، وأولى المدن التي دانت لنفوذهم بعد هجرتهم غربا من بلدة (ميط)على ساحل الخليج، بعد وفاة جدهم الأكبر (الشيخ اسحاق بن أحمد)، والعاصمة الأولى لما عرف بالصومال البريطاني، وهي منطقة نفوذ تقليدية لفخذ عيسى بن موسى بن زبير بن عبد الرحمن الأول، ويتبع لها من البلدات والقرى (دعربرق) (وطوباتو) جنوبا والسلاسل الجبلية الفاصلة بين محافظات ساحل وهرجيسا - وقوي غليد - وتوقطير، يساكنهم في تلك الأراضي أخوتهم وأبناء عمومتهم وخؤولتهم من فخوذ عشائر آل إسماعيل بن الشريف إسحاق وعلى الأخص بني سعيد بن إسماعيل بن الشريف إسحاق، وفخوذ من تحالف عشائر آل موسى وآل عمران وآل إبراهيم أبناء الشريف إسحاق.
فيها أهم ميناء لتصدير المواشي الصومالية، خاصة الإبل والأغنام، وإليها ينسب الخروف الصومالي المعروف عند أهل الجزيرة العربية بـ (البربري)، وهي المنفذ الرئيسي للتبادل التجاري بين شمال الصومال والعالم الخارجي، وتقع إلى الشرق من منطقة أشارت التنقيبات فيها لوجود احتياطيات نفطية مهمة.
مدينة هرجيسا
مدينة داخلية تتميز بجوها الجميل ووفرة مياهها، تحيط بها البساتين، ليس معلوما تاريخ تأسيسها، لكن هناك إشارات إلى انها شديدة الإيغال في القدم، يقال ان شيخا جليلا من أجداد فخذ سعد بن موسى بن زبير بن عبد الرحمن الأول، هو من سكنها وأبناؤه ومريدوه، وقد اعيدت إعمارها بعد أن كانت أرضا خرابا عفت آثارها ودرس بنيانها، معروفة بانها عاصمة الشمال الصومالي قاطبة، وعاصمة الصومالي البريطاني (سابقا)، وهي حاليا حاضرة جمهورية أرض الصومال المستقلة منذ ما يزيد عن عقد ونصف، يسكنها مع فخذ سعد بن موسى بطون من عيسى بن موسى، وفخوذ من عشيرة آل إسماعيل، كما عائلات ارب شيخ اسحاق وأيوب شيخ اسحاق وعيدقله من فخذ غييرحجز شيخ اسحاق.

### ملامح تاريخية للعشيرة
- يشير المورث المحكي من قصائد وقصص إلى الدور المهم لرجال من عشيرة آل زبير بن عبد الرحمن الأول في حماية وجود قبيلة أشراف الشيخ إسحاق التي عرفت عبر بلائهم الحسن وحكمتهم في معركة (لافاروغ).
- كان لرجال من فخيدة سعد بن موسى بن زبير دور في الحد من تأثير الاحتلال الإنجليزي، ببنود معاهدة الحماية التي أصروا عليها، ومراسيم التوقيع للمعاهدة الذي تم داخل سفينة بريطانية خارج المياه الإقليمية الصومالية، على بعد مدى قذيفة مدفع من شاطئ مدينة (بربرة) وفي ذلك سجلت عبارة (بربرة أكبر من أن تحمل في شال) بعد أن عرض ممثل الملكة (فكتوريا) على شيوخ فخوذ هبر (أول) وخاصة الذي كانوا يسكنون مدينة بربرة وهم بطن سعد بن موسى بن زبير شراء مدينة بربرة بملئ شال كل منهم ذهبا. والذي قال هذه العبارة المشهورة هو علي بوخ بن سهل، وهو من بطن سعد بن موسى بن زبير من فخذ آل أحمد بن نوح، وآل أحمد هم فخذ من نوح إسماعيل، بن جبريل بن حسين بن أبي بكر بن إسحاق بن سعد بن موسى بن زبير بن عبد الرحمن الأول بن شيخ إسحاق الأكبر. وعلي بوخ كان الحاكم على مدينة بربرة المشهورة.

### من أهم الشخصيات
محمد إبراهيم عقال
- رئيس إدارة الحكم الذاتي للصومال البريطاني، ورأس الجهاز التنفيذي الذي باشر إجراءات الوحدة مع الشطر الجنوبي (الصومال الإيطالي) نزولا عند رغبة الشعب آن ذاك.
- أول وزير دفاع صومالي سنة ألف وتسعمئة وستين، ثم أصبح رئيس للوزراء حتى انقلاب أكتوبر (الثورة) 1969.
- زج به النظام العسكري في السجن لسنين طويلة، حتى بلغ الغليان الداخلي اوجه فأفرج عنه، وهو يعاني آثار التعذيب والمرض.
- ثاني رئيس للسلطة التنفيذية في إقليم شمال الصومال، وأول رئيس منتخب لجمهورية أرض الصومال سنة 1997وحتى وفاته 03/05/2002م، إثر الاستفتاء الأول الذي قرر فيه الشعب هنالك بضرورة استعادة الاستقلال، بعد أن عاني الشعب في الشمال من الإهمال ثم القتل والتهجير والتدمير أثناء الوحدة.

عمر عرتة غالب
وزير الخارجية الصومالي الذي كان له دور رئيسي في انضمام جمهورية الصومال لمنظمة الجامعة العربية 1974، تولى منصب رئاسة الوزراء عدة مرات، كان من الساعين لحقن الدماء الصومالية، وقطع الطريق أما الحرب الأهلية، تعرض للسجن والتعذيب والإهانة في سبيل ذلك، على يد الحكومة العسكرية لمحمد سيد بري، وهو أول رئيس وزراء بعد سقوط حكومة انقلاب أكتوبر، وفي خطابه الأول أصدر الامر لقوات الجيش بوقف الأعمال العسكرية المضادة للشعب الصومالي، وتم له ذلك.